# Pierio Valeriano Bolzani
Giovanni Pietro Dalle Fosse, conocido como Pierio Valeriano Bolzani o simplemente Pierio Valeriano (Belluno, 3 de febrero de 1477-Padua, 1558), fue un humanista y teólogo italiano favorecido por la familia Médici. Es conocido por la publicación de diversas obras, entre ellas un libro pseudo-egipcio de jeroglíficos conocido como: Hieroglyphica.

## Biografía
Nació en el año 1477 en la ciudad de Belluno. Pietro era de origen humilde y su familia carecía de medios para instruirle. No pudo aprender a leer hasta la edad de quince años. Un tío le invitó a Venecia, en donde, a pesar de trasladarse a esta ciudad como camarero al servicio de un noble, fue educado en la gramática y el aprendizaje de diversas lenguas. Contó entre sus profesores a Giorgio Valla y Marco Antonio Cocio Sabelico. quien estaba tan orgulloso de su inteligencia que cambió el nombre de su discípulo de Pietro a Pierio en honor a las Piéridas (que es otra forma de llamar a las Musas). Estudió filosofía en la Universidad de Padua a la edad de 23 años. Tras su graduación retornó a Belluno y en 1509 viajó a Roma, escapando de su ciudad natal a causa de su ocupación por el Sacro Imperio Romano Germánico, debido a la guerra de la Liga Santa.
En la ciudad de Roma se ganó los favores del Cardenal Giovanni de Médici, que llegó a ser el Papa León X en 1513. Tras el nombramiento de León X, Bolzani comenzó a frecuentar la corte papal y gozó de este privilegio hasta la muerte del papa en 1521. Tras la muerte de su protector, Bolzani viajó a Nápoles, regresando a Roma de nuevo en 1523 tras el nombramiento del primo de León X como el Papa Clemente VII. Tomó posesión del sacramento del orden y se le concedió un estatus especial mediante la concesión de títulos, siendo al mismo tiempo profesor de elocuencia, protonotario apostólico, privado de cámara y canónigo en su ciudad natal, Belluno. Fue también profesor privado y tutor de Alejandro de Médici e Hipólito de Médici. Para ejercer de tutor de éstos se instaló en Florencia, ciudad que tuvo que abandonar en 1527 cuando los Médici fueron expulsados a causa de la instauración de la República, retornando años después, en la década de 1530. Sus pupilos fallecieron pocos años después, Hipólito en 1535 y Alejandro en 1537. En su estancia en la ciudad de Padua logró escribir algunas de sus más afamadas obras. Conoció durante esta época al humanista Andrea Alciato. Falleció en Padua antes del 20 de junio de 1558 y sus funerales se celebraron el día 30.

## Obras
Entre sus obras más destacadas se encuentra De Infelicitate Literatorum y Hieroglyphica sive de sacris Aegyptiorum litteris commentarii (conocida brevemente como Hieroglyphica). La De Infelicitate Literatorum es considerada un tratado de los infortunios recopilados de diversos personajes de la historia; contiene un conjunto de anécdotas e historias de dudosa procedencia. Su otra obra, Hieroglyphica, fue escrita en su momento de mayor popularidad y su desarrollo se fundamenta en los Hieroglyphica de Horapolo. El libro es una extensa obra de varios miles de folios que tiene como nota original ser el primer diccionario renacentista de símbolos (iconografía), un género muy popular entre los intelectuales de la época. Los Hieroglyphica se publicaron en Basilea en 1556, siendo la obra reeditada siete veces y traducida al francés en 1576 y en 1615 y al italiano en 1602. Piero escribió igualmente poesía en latín; sus poemas fueron muy conocidos por sus contemporáneos. Cabe destacar un poema de 1549 titulado "Pierus", escrito con la forma de una pera, siendo uno de los ejemplos tempranos de poesía concreta. Su obra le hizo ser conocido y rechazado en países como Inglaterra, donde fue atacado por Gabriel Harvey. En España los Hieroglyphica fueron conocidos desde el mismo siglo XVI.